# Андреевка (Турковский район)
Андреевка — село в Турковском районе Саратовской области. Входит в состав Перевесинского сельского поселения.

## География
Находится примерно в 37 км к северу от районного центра, посёлка Турки. В селе есть большой пруд.

## Уличная сеть
В селе одна улица: ул. Центральная. 